# 任（殿奎）家大院
任（殿奎）家大院是中华人民共和国山西省吕梁市汾阳市文峰街道东关村的一处古建筑，是汾阳市文物保护单位之一，建于中華民國大陸時期，2002年6月，任（殿奎）家大院公布为汾阳市文物保护单位。